# Pick Aréna
Die Pick Aréna ist eine Mehrzweckhalle in der ungarischen Stadt Szeged, Komitat Csongrád-Csanád. Sie ist benannt nach dem in Szeged ansässigen Wurstwarenhersteller Pick. Er ist auch Haupt- und Namenssponsor des Handballvereins Pick Szeged, der seine Heimspiele in der Sportarena mit 8143 Plätzen austrägt.

## Geschichte
Der Bau in der Nähe des Ufers der Theiß auf dem Gelände des alten Fußballstadions Városi stadion Szeged wurde am 29. November 2019 mit der Grundsteinlegung, in Anwesenheit von Tünde Szabó (Staatssekretärin für Sport), Máté Kocsis (Präsident des ungarischen Handballverbandes Magyar Kézilabda Szövetség, MKSZ), Bartók Csaba (Politiker der Fidesz) und Roland Mikler (Torhüter von Pick Szeged), begonnen. Das ausführende Bauunternehmen war die West Hungária Bau Kft. Der Entwurf stammte von Hajós Építész Iroda Kft. Der Bau entspricht den Anforderungen der Europäischen Handballföderation (EHF) und ist komplett barrierefrei. Neben dem Sport ist sie auch für Kulturveranstaltungen wie Konzerte oder Konferenzen für bis zu 80 Teilnehmer geeignet. Zum Bauprojekt gehören neben der Halle ein Wohnheim mit 30 Plätzen mit Trainingshalle und eine Akademie. Rund 36 Mrd. HUF (rund 97,5 Mio. Euro) waren als Baukosten veranschlagt.
Am 9. Dezember 2021 wurde der Neubau übergeben und eröffnet. In der EHF Champions League 2021/22 traf Pick Szeged auf den deutschen Rekordmeister THW Kiel. Szeged gewann in der ausverkauften Heimspielstätte mit 30:26. Zur Errichtung der Halle wurden u. a. rund 6000 m³ Beton und 1100 t Stahl verbaut. Die Tragkonstruktion wiegt 2400 t. Die Halle ist 29 m hoch und kostete 29,325 Mrd. HUF (rund 79 Mio. Euro). Um die Halle befinden sich 600 Parkplätze und mehr als 270 Fahrradstellplätze.
In der Arena werden während der Handball-Europameisterschaft der Männer 2022, im Januar des Jahres, die Vorrundenspiele der Gruppe C mit dem mehrfachen Welt- und Europameister sowie Olympiasieger Frankreich, dem Olympiasieger und Weltmeister Kroatien sowie Serbien und der Ukraine ausgetragen.